# Punta Shopping
Punta Shopping es un centro comercial de Punta del Este, Uruguay. Está ubicado en la Parada 6 y 1/2 de la Avenida Roosevelt, entre la Avenida Los Alpes y la calle Pascual Gattas.

## Construcción
Construido en el año 1997 y ubicado sobre la Avenida Roosevelt, en un terreno de 50.000 metros cuadrados, con 205 metros de frente, cuenta con 2.000 plazas de estacionamiento vigilado.
Fue diseñado por el arquitecto Carlos Ott.
Cuenta con más de 180 locales comerciales, una plaza de comidas, con una sala de Casino, tiendas ancla como Lojas Renner, un supermercado Tienda Inglesa, y ocho salas de Life Cinemas.

## Incendio
El 6 de agosto de 2022 un cortocircuito en la panadería del supermercado Tienda Inglesa dentro del centro comercial provocó un incendio que se propago a todo el edificio. Como consecuencia del siniestro se derrumbó una pared y un techo, pero por haber ocurrido a la madrugada no se reportaron heridos. Durante el transcurso del incendio se reportaron cortes de luz en Punta del Este. Luego del incendio y tras una remodelación total del edificio, fue reabierto el día 20 de diciembre de 2023.

## Red de transporte público cercana
| Nº Línea | Compañía          | Parada más cercana a la ida (desde Maldonado, San Carlos, Piriápolis, Pan de Azúcar) | Parada más cercana a la vuelta (desde Punta del Este, La Barra y José Ignacio) |
| -------- | ----------------- | ------------------------------------------------------------------------------------ | ------------------------------------------------------------------------------ |
| 3        | CODESA            | Avenida Roosevelt y Calle Mónaco                                                     | Avenida Roosevelt y Calle Mónaco                                               |
| 7        | CODESA            | Calle Pascual Gattás entre Avenida Roosevelt y Calle Julio Herrera Reissig           | Calle Pascual Gattás entre Avenida Roosevelt y Calle Julio Herrera Reissig     |
| 7/24     | CODESA            | Avenida Roosevelt y Calle Mónaco                                                     | Avenida Roosevelt y Calle Mónaco                                               |
| 8        | CODESA            | Boulevard Artigas y Calle Pascual Gattás                                             | Boulevard Artigas y Calle Pascual Gattás                                       |
| 9        | CODESA            | Calle Pascual Gattás entre Avenida Roosevelt y Calle Julio Herrera Reissig           | Calle Pascual Gattás entre Avenida Roosevelt y Calle Julio Herrera Reissig     |
| 9/12     | CODESA            | Calle Pascual Gattás entre Avenida Roosevelt y Calle Julio Herrera Reissig           | Calle Pascual Gattás entre Avenida Roosevelt y Calle Julio Herrera Reissig     |
| 12       | CODESA            | Avenida Roosevelt y Calle Mónaco                                                     | Avenida Roosevelt y Calle Mónaco                                               |
| 14       | CODESA            | Boulevard Artigas y Calle Pascual Gattás                                             | Boulevard Artigas y Calle Pascual Gattás                                       |
| 15       | CODESA            | Boulevard Artigas y Calle Pascual Gattás                                             | Boulevard Artigas y Calle Pascual Gattás                                       |
| 17       | Maldonado Turismo | Avenida Roosevelt y Calle Mónaco                                                     | Avenida Roosevelt y Calle Mónaco                                               |
| 17/19    | Maldonado Turismo | Avenida Roosevelt y Calle Mónaco                                                     | Avenida Roosevelt y Calle Mónaco                                               |
| 19       | Maldonado Turismo | Avenida Roosevelt y Calle Mónaco                                                     | Avenida Roosevelt y Calle Mónaco                                               |
| 20       | Micro Limitada    | Boulevard Artigas y Calle Pascual Gattás                                             | Boulevard Artigas y Calle Pascual Gattás                                       |
| 24       | CODESA            | Avenida Roosevelt y Calle Mónaco                                                     | Avenida Roosevelt y Calle Mónaco                                               |